# Boris Issaiev
Pour les articles homonymes, voir Issaïev.
Boris Issaiev (Борис Исаев), né le 2 juillet 1953 à Moscou est un coureur cycliste soviétique. Résidant à Minsk, il porte dans les championnats soviétiques les couleurs de la République socialiste soviétique de Biélorussie. Il court en s'y faisant remarquer durant plusieurs saisons à la fin des années 1970.

## Biographie
Boris Issaiev, sociétaire du club Dynamo à Minsk, se révèle en 1974 lors d'une course à étapes disputée au printemps en Lituanie, épreuve constituant le Championnat d'URSS des courses à étapes. Après y avoir pris une 4e place, il intègre l'équipe cycliste de la République de Biélorussie et remporte le Championnat d'URSS sur route. Il dispute plusieurs compétitions internationales à partir de 1975 au sein de l'équipe de l'URSS. 1976, est sa meilleure année en termes de résultats. Il remporte le Ruban granitier breton et une étape de la Course de la Paix, qu'il termine à la quatrième place du classement final et où il est le premier soviétique. Son nom disparait ensuite des sélections de l'équipe soviétiques durant deux années. En 1979 et jusqu'en 1981, il est parmi les cyclistes soviétiques qui sillonnent les épreuves internationales. Il remporte cette dernière année le Tour de Bulgarie.

## Palmarès
- 1974
  -  Champion d'URSS sur route[2].
- 1975
  - Prologue du Grand Prix Guillaume Tell (contre-la-montre par équipes)
  - 3e du Championnat d'URSS sur route
  - 3e de la course individuelle sur route de la IVe Spartakiades des peuples de l'Union soviétique[3]
- 1976
  - Ruban granitier breton :
    - Classement général
    - 1re et 4e étapes

  - 4e étape de la Course de la Paix
- 1979
  - Course de la Victoire[4]
  - 10e étape du Tour de Yougoslavie[5].
  - 2e de l'épreuve des 100 km contre la montre par équipes de la Ve Spartakiades des peuples de l'Union soviétique, avec l'équipe de la République socialiste soviétique de Biélorussie (avec Oleg Logvine, Alexandre Kisliak et Mikhail Naumov)
- 1980
  - 11e étape de la Course de la Paix[6]
  - 2e du Ruban granitier breton
- 1981
  - Tour de Bulgarie

### Divers classements
- 1974
  - 13e du Grand Prix Guillaume Tell
- 1975
  - 5e de l'épreuve des 100 km contre la montre par équipes de la IVe Spartakiade, avec l'équipe de Biélorussie (+ Vladimir Kaminski, Vikenty Basko, Piotr Kutas)
  - 7e du Tour d'Algérie
  - 12e du Grand Prix Guillaume Tell
  - 69e du championnat du monde route amateurs[7]
- 1976
  - 4e de la Course de la Paix[8]
  - 4e du Circuit de Saône-et-Loire[9]
- 1980
  - 8e du Tour de Cuba[10]
  - 19e de la Course de la Paix[8]